# Hospitalismo
Hospitalismo de Spitz es un concepto procedente del psicoanalista Rene Spitz, discípulo de Freud, a inicios del siglo XX.
Spitz observó que la tasa de mortalidad durante los primeros meses de vida era mucho más elevada entre los neonatos que carecían de estímulos benignos, particularmente cuando en las maternidades eran aislados de sus madres y las enfermeras sustitutas quedaban a cargo de ellos.

## Documentación
Ya existía documentación histórica en relación con este fenómeno: se dice que un faraón intrigado había intentado que los infantes fueran criados separados de sus madres, y que los bebes habían fallecido.
Documentación más concreta es la procedente del experimento ordenado por Federico II de Hohenstaufen; éste, imbuido de la tradición militarista que caracterizaba a su linaje, pretendió formar perfectos soldados y para esto opinó que no debían tener ningún afeminamiento o sentimiento de compasión; para prevenir tal afeminamiento creyó que la solución era criar a los niños, desde el parto, sin ningún estímulo afectivo benigno.
Es así que Federico II hizo construir una maternidad cuyo edificio parecía perfecto en cuanto a la higiene material. En tal edificio un grupo de bebés fue dado a cuidar a un conjunto de enfermeros y enfermeras que tenían la obligación de alimentar, asear, etc., perfectamente, pero la orden absoluta era que nadie diera la más mínima muestra de cariño (ni siquiera con el tono de voz) a las criaturas. El resultado de tal experimento es que todos los bebés fallecieron en pocas semanas. La explicación dada entonces para el deceso masivo fue la existencia de una epidemia pese a la absoluta asepsia del lugar.
Más de seis siglos después Spitz descubrió el motivo real, que como ya se ha dicho era la ausencia de estimulación benigna para los niños pequeños.